# 大沖 (漫畫家)
大沖（／，1984年2月6日—）是男性日本漫畫家。廣島縣出身。

## 參與作品

### 連載
- 《春美領域》（芳文社《Manga Time Kirara Carat》2007年8月号、2007年10月号（客串刊載）、2008年2月号[1]－2019年8月号[2]）

- 《盒子天才百分百》（Mag Garden《月刊Comic BLADE》2009年2月号－2015年）

- 《わくわくろっこモーション（日语：わくわくろっこモーション）》（《電擊大王GENESIS→漫畫電撃大王G（日语：コミック電撃だいおうじ）》）

- 《たのしいたのししま》（講談社《別冊少年Magazine》2017年10月号－2018年10月号）

- 《小學生半澤直樹[3]》（《Magazine Pocket》2020年3月22日－2020年6月21日）

- 《こわい男とへんなねこ》（2022年1月11日－2023年1月6日）

- 《保育师魔王和小孩子勇者》（2023年11月30日－連載中）

### 單篇
- 《漠然とした》（芳文社《Manga Time Kirara Carino》）

- 《机上の空論》（芳文社《Manga Time Kirara Carino》）

- 《へんなくらしに》（KADOKAWA《漫畫電撃大王G》）

- 《500年後のかこ》（KADOKAWA《漫畫電撃大王G》）[4]

### 其他
- （原型插畫）
- （原型插畫）
- （原型插畫）
- （原型插畫）
- 東方幻想列傳 02 東風谷早苗 完成品
- SPRING☆FOOL
- エスプリト（日语：エスプリト）
- 謎部のアレ。（日语：謎部のアレ。）
- 《輕音少女》第1卷和第2卷的客串頁面
- 《輕音少女》官方同人漫畫第1卷、第4卷
- 涼宮春日的祝祭 春日漫畫選集
- 笑園漫畫大王10周年記念書 -大阪萬博
- 《向陽素描》第三期第二話提供背景插畫
- 快盜天使雙胞胎2 收集卡
- - 動畫角色設計
- 《A頻道》官方同人漫畫第1卷
- 《魔法少女小圓》官方同人漫畫第1卷
- 《閃耀幻想曲》角色設計
- 《賽馬娘Pretty Derby同人漫畫作品集：STAR》[5]

## 外部連結
- （页面存档备份，存于）（日語）
- 大沖的X（前Twitter）（日語）